# Bande des 3 mm
La bande de 3 mm, aussi désignée par la fréquence de 120 GHz, a été une bande du service radioamateur. 

## Historique
- 1982 : La bande de 119,98 GHz à 120,02 GHz est utilisée par le service d'amateurs à titre secondaire [1].
- Dans le monde, la bande est supprimée du service d'amateurs[2],[3],[4].
- La bande peut être utilisée localement dans certains pays appliquant uniquement la Conférences Mondiale des radiocommunications de 1979.